# Elaphoglossum lanigerum
Elaphoglossum lanigerum är en träjonväxtart som beskrevs av John T. Mickel. Elaphoglossum lanigerum ingår i släktet Elaphoglossum och familjen Dryopteridaceae. Inga underarter finns listade.